# Robin Curtis (Schauspielerin)

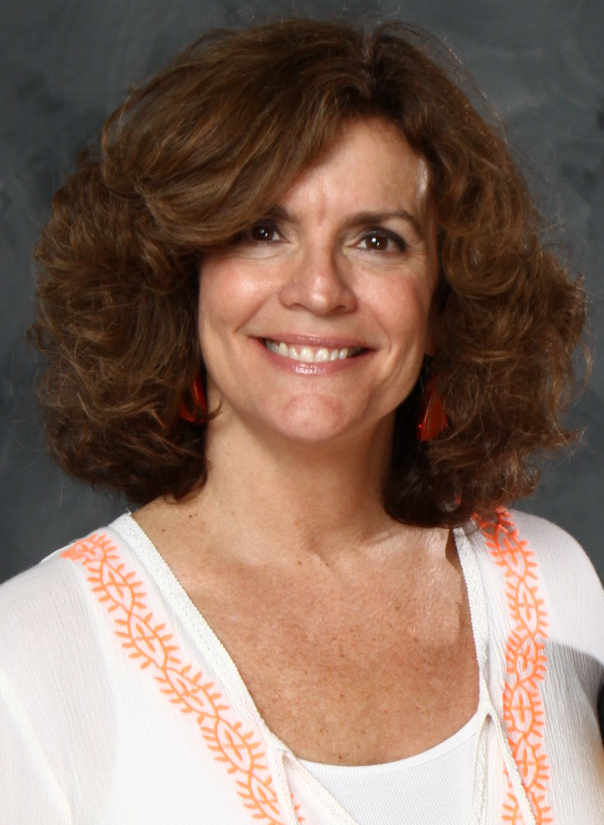
Robin Curtis (2015)

Robin Curtis (* 15. Juni 1956 in New York Mills, New York) ist eine US-amerikanische Schauspielerin.

## Leben und Karriere
Ihre bekannteste Rolle war die der Vulkanierin Lt. Saavik in den Kinofilmen Star Trek III: Auf der Suche nach Mr. Spock sowie Star Trek IV: Zurück in die Gegenwart, die in Star Trek II: Der Zorn des Khan zunächst von Kirstie Alley verkörpert wurde. Einige Jahre später trat sie als Gastdarstellerin in Raumschiff Enterprise – Das nächste Jahrhundert auf, wo sie in der Doppelfolge Der Schachzug (orig.: Gambit) die Rolle der Romulanerin Tallera spielt. Des Weiteren hatte sie Gastrollen in Serien wie Babylon 5, Dream On, Herman's Head, Night Court, MacGyver, Johnny Bago, Murder, She Wrote sowie General Hospital.
Neben ihrer Arbeit als Schauspielerin arbeitet sie seit 2004 auch als Immobilienmaklerin.

## Filmografie (Auswahl)

### Filme
- 1981: Zurück bleibt die Angst (Ghost Story)
- 1984: Star Trek III: Auf der Suche nach Mr. Spock (Star Trek III: The Search for Spock)
- 1986: Star Trek IV: Zurück in die Gegenwart (Star Trek IV: The Voyage Home)
- 1993: Hexina – Schön verrückt und gefährlich (Hexina)
- 1996: Invasion aus dem All (Dark Breed)
- 1996: Santa Claus mit Muckies (Santa with Muscles)
- 1998: Recoil – Tödliche Vergeltung (Recoil)
- 1999: Sex Monster (The Sex Monster)

### Serien
- 1983: Knight Rider (eine Folge)
- 1985/1987: MacGyver (zwei Folgen)
- 1986: Mike Hammer (Mickey Spillane’s Mike Hammer, Fernsehserie, eine Folge)
- 1993: Raumschiff Enterprise – Das nächste Jahrhundert (Star Trek: The Next Generation, zwei Folgen)
- 1996: Mord ist ihr Hobby (Murder, She Wrote, eine Folge)
- 1997: Eine himmlische Familie (7th Heaven, eine Folge)